# Mecogonopodium bohiniense
Mecogonopodium bohiniense är en mångfotingart som beskrevs av Pius Strasser 1933. Mecogonopodium bohiniense ingår i släktet Mecogonopodium och familjen Attemsiidae.

## Underarter
Arten delas in i följande underarter:
- M. b. parvulum
- M. b. triglavense